# バラの恋人
『バラの恋人』（バラのこいびと）は、1968年4月10日に発売されたザ・ワイルドワンズの楽曲である。

## 解説
- 作詞は安井かずみ、作曲は加瀬邦彦である。童謡風の曲であり、新加入・渡辺茂樹を前面に押し出している。渡辺はリードボーカル、フルート演奏を担当。オリコンチャート6位のヒットとなった。
- 2012年4月10日から放映を始めた「サントリーウーロン茶」のテレビCM・“『フェイント』篇”・“『パス』篇”において、この曲の前半部分がBGMとして使用された[1][2][3]。
- B面は「マーシー・マイ・ラヴ」（安井かずみ 作詞、加瀬邦彦 作曲）。植田芳暁がメイン・ヴォーカルをとった。

## 収録曲
全曲とも作詞:安井かずみ／作曲:加瀬邦彦／編曲:東海林修
1. バラの恋人（CP-1026）
2. マーシー・マイ・ラヴ